# Wyżnie Hagi

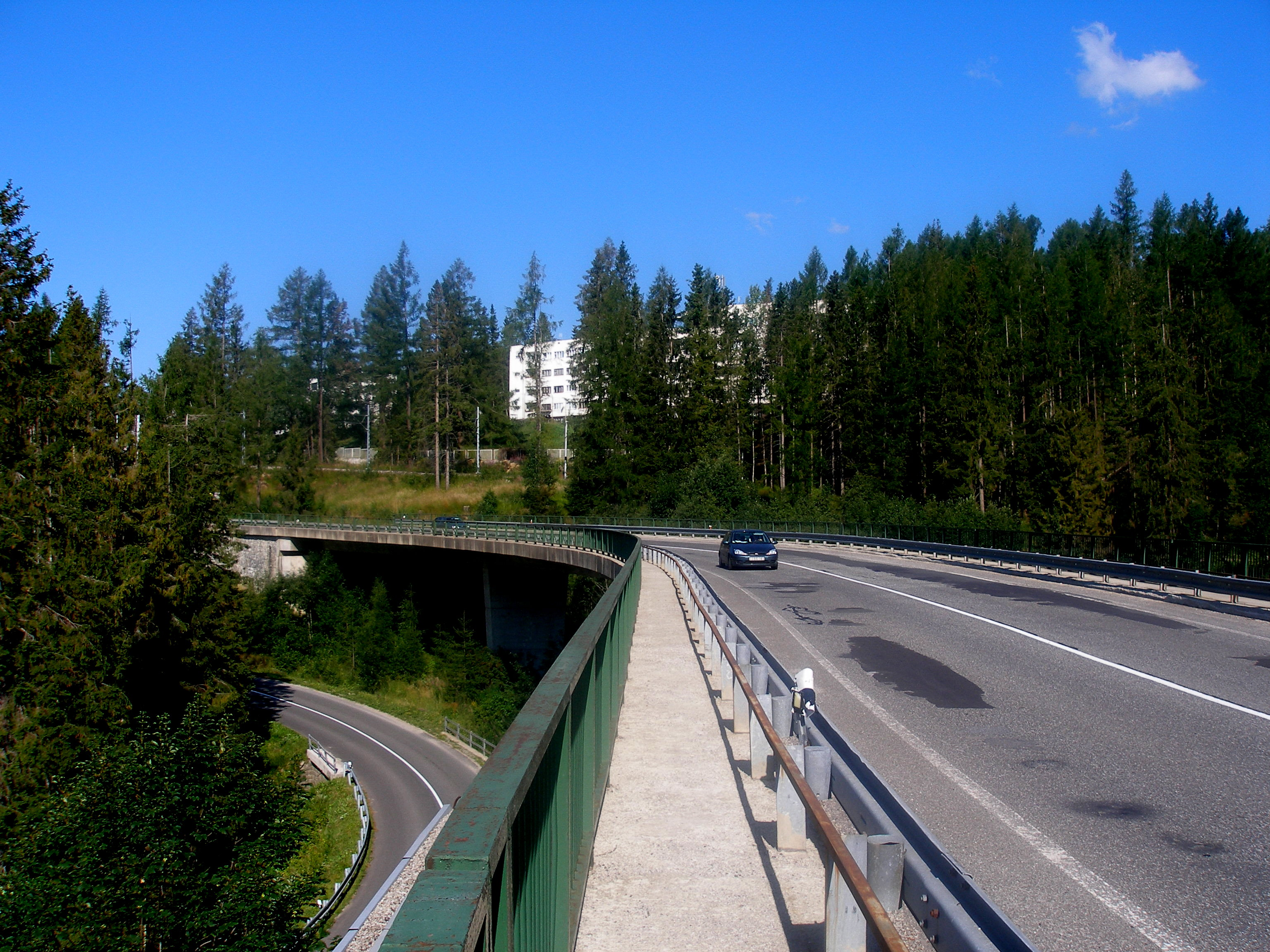
Droga Wolności w Wyżnich Hagach

Wyżnie Hagi (słow. Vyšné Hágy, niem. Hochhagi, węg. Felsőhági) – osiedle u południowych podnóży Tatr Wysokich na Słowacji, położone przy Drodze Wolności między Nową Polanką (6 km na zachód od niej) a Szczyrbskim Jeziorem (8 km na wschód). Administracyjnie należy do miasta Wysokie Tatry. Zamieszkane jest przez około 370 osób.
Wyżnie Hagi znajdują się na poziomie ok. 1025 m n.p.m. przy wylocie walnej Doliny Batyżowieckiej oraz Doliny Wielkiej Huczawy, nad Suchą Wodą Batyżowiecką, powstającą w wyniku bifurkacji Batyżowieckiego Potoku.
Miejscowość ma charakter uzdrowiskowy, brak jest w niej infrastruktury turystycznej. Jest podzielona na dwie części, rozdzielone Drogą Wolności. Część starsza, poniżej drogi, powstała w latach 1890-91, kiedy wybudowano tu hotel turystyczny i dom kąpielowy z inicjatywy Ferencza Máriássyego. Tereny te zostały odkupione w 1897 przez księcia Hohenlohe, zaś po I wojnie światowej przez państwo czechosłowackie, które stworzyło na nich sanatorium. Wtedy też powstała górna część położona na północ od drogi. Największe sanatorium zostało otwarte w 1941 r. i do dziś leczy się w nim choroby płuc. W swoim czasie było ono największą lecznicą gruźlicy w Europie Środkowej.
Oprócz Drogi Wolności (przy której znajduje się przystanek autobusowy) przez Wyżnie Hagi przebiega linia kolei elektrycznej ("elektriczki") ze Szczyrbskiego Jeziora do Tatrzańskiej Łomnicy i Popradu. Stacja kolejki jest położona na wysokości ok. 1100 m. W Wyżnich Hagach od Drogi Wolności odgałęzia się droga do Stwoły i Mięguszowców.
Wyżnim Hagom Kazimierz Przerwa-Tetmajer poświęcił wiersz Wyżnie Hagi po latach, opublikowany w roku 1911. W tutejszym hotelu w roku 1914 mieszkał Stefan Żeromski, kończący wówczas swą powieść Zamieć.

## Szlaki turystyczne
– żółty szlak z Niżnich Hagów do Wyżnich Hagów, stąd zaś Doliną Stwolską nad Batyżowiecki Staw.
- Czas przejścia z Niżnich Hagów do Wyżnich Hagów: 1 h, ↓ 30 min
- Czas przejścia z Wyżnich Hagów nad Batyżowiecki Staw: 2:15 h, ↓ 1:45 h